# Johann Jakob Scheuchzer

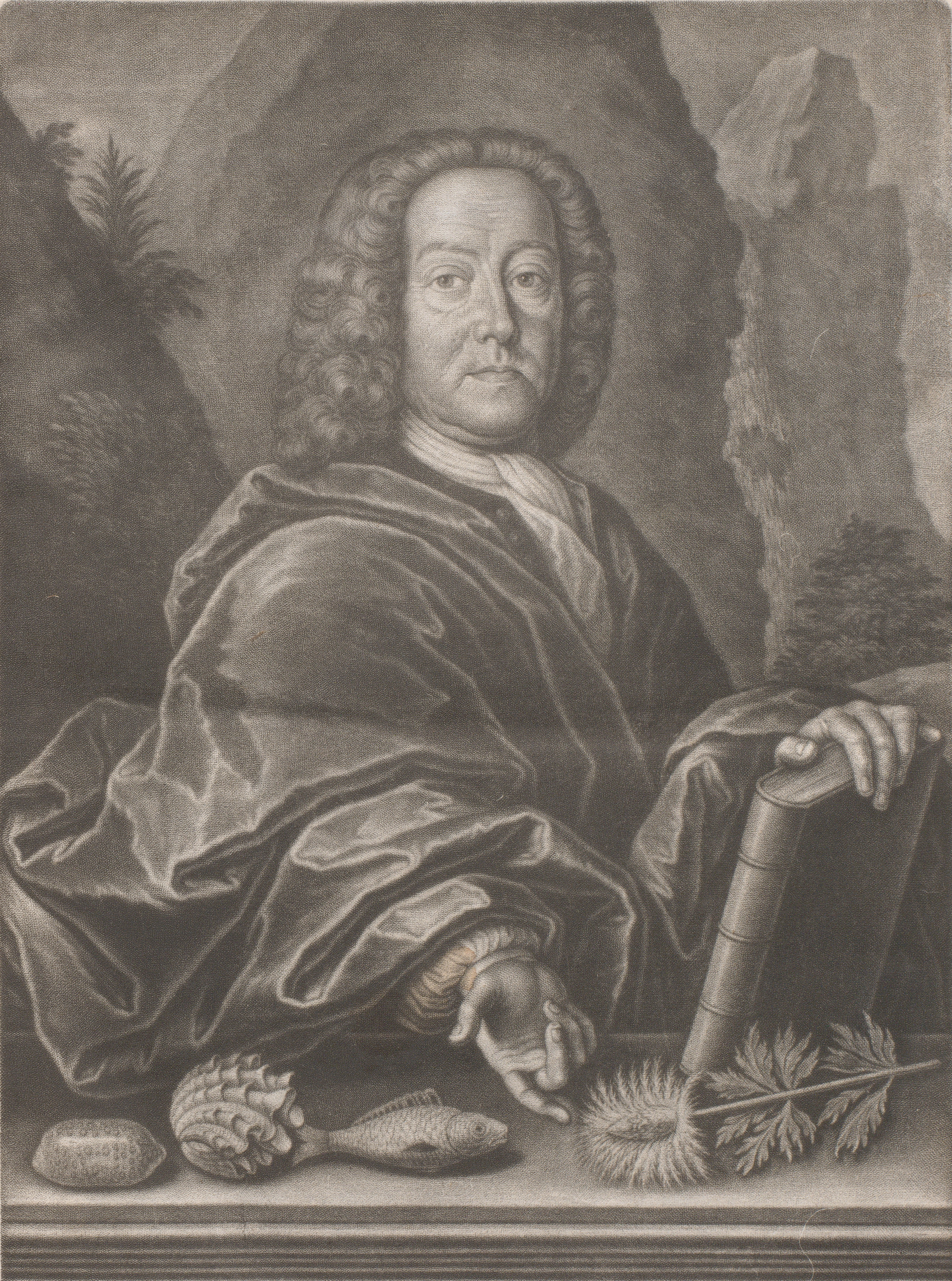
Johann Jakob Scheuchzer im Alter von 59 Jahren, 1731

Johann Jakob Scheuchzer (latinisiert Johannes Jacobus Scheuchzerus; * 2. August 1672 in Zürich; † 23. Juni 1733 ebenda) war ein Schweizer Arzt und Naturforscher, der vor allem durch seine Deutung von Fossilien als Überbleibsel der Sintflut (Sintfluttheorie) bekannt wurde. Sein offizielles botanisches Autorenkürzel lautet „J.J.Scheuchzer“.

## Leben

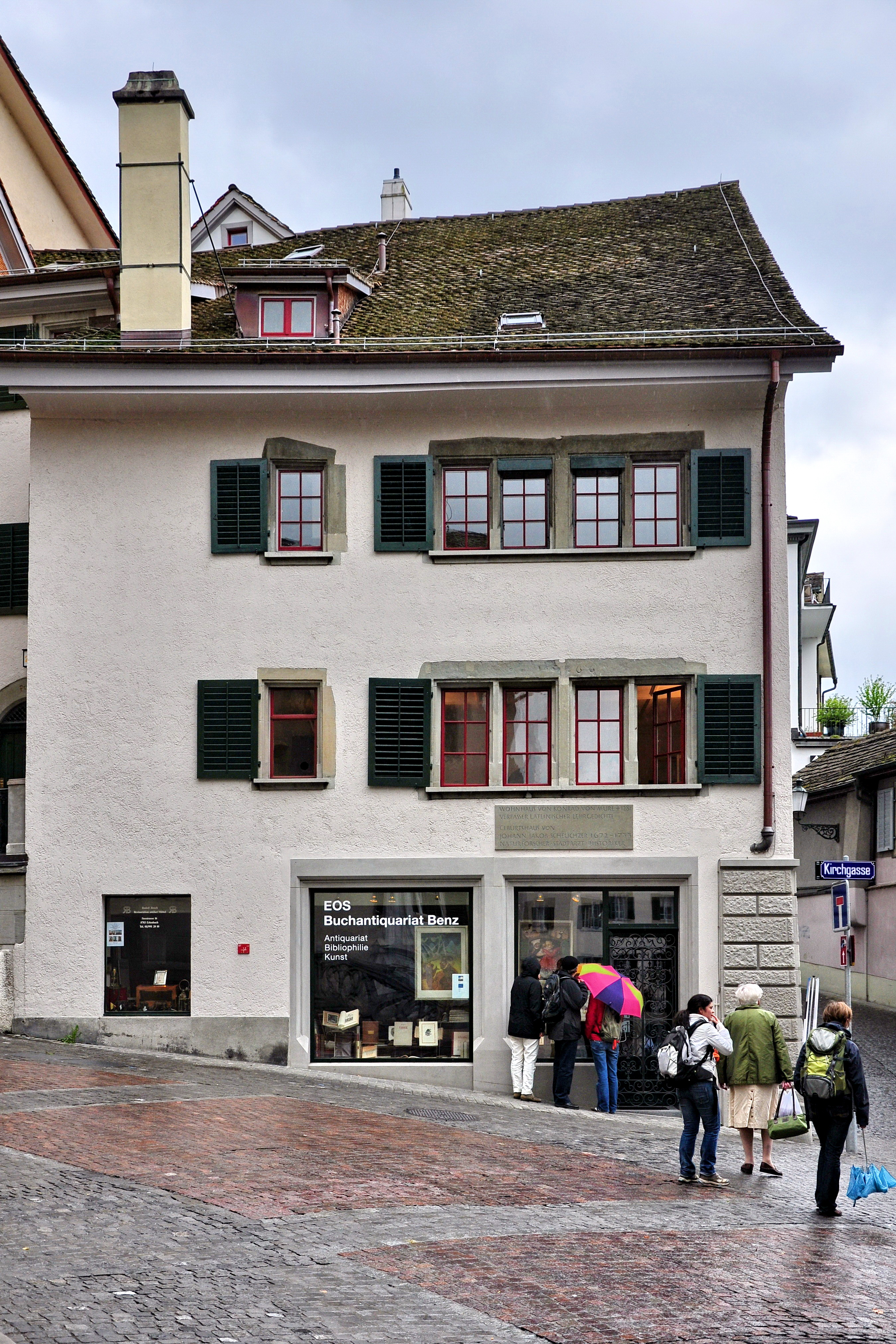
Scheuchzers Geburtshaus: Kirchgasse 22, nahe Zwingli-Platz (im 13. Jh. Wohnhaus von Konrad von Mure)

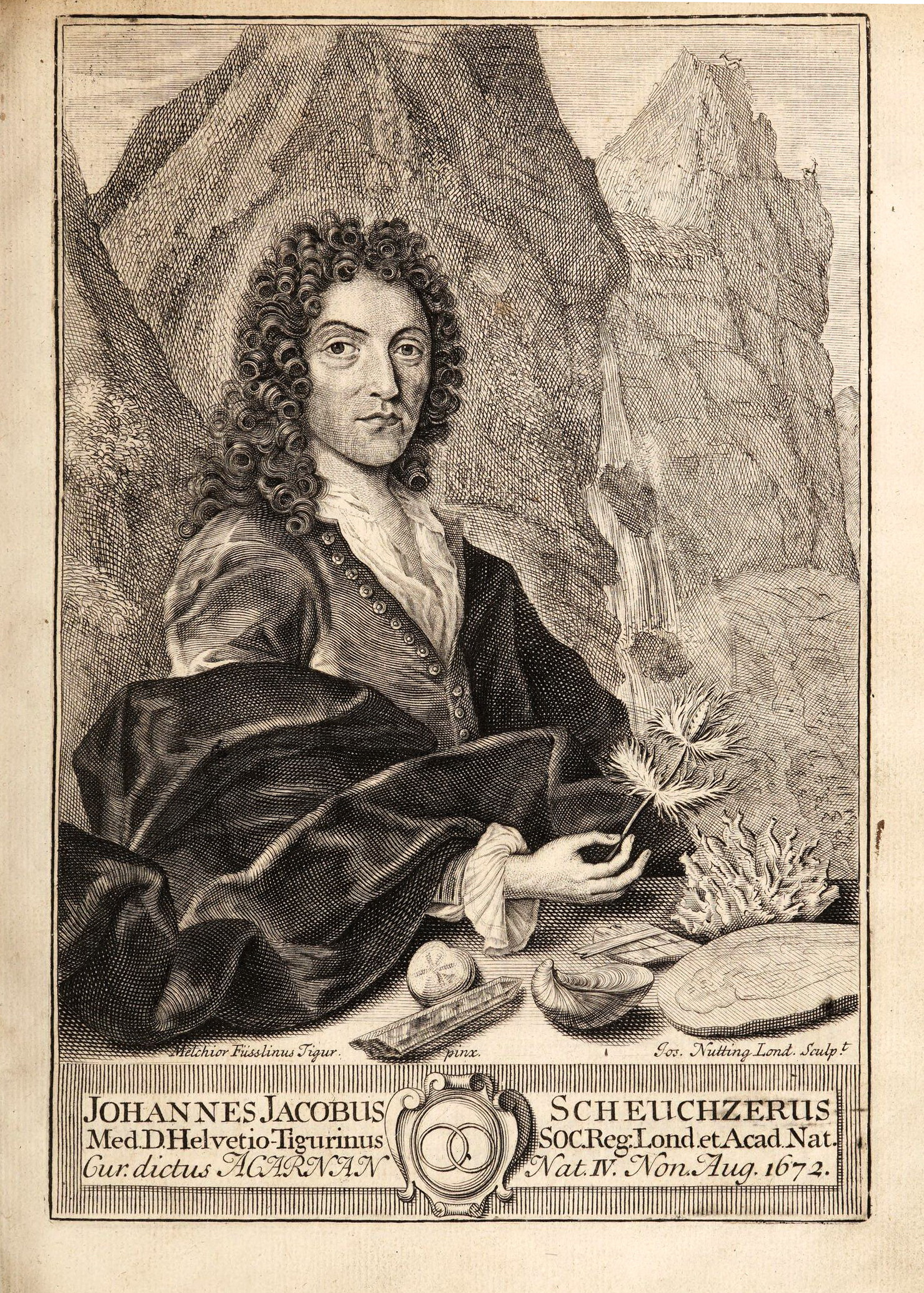
Scheuchzers Porträt in einem seiner Werke, 1708 in London publiziert

Scheuchzer wurde 1672 als Sohn des gleichnamigen Zürcher Stadtarztes († 1688) geboren. Taufpate war der Theologe Johann Heinrich Heidegger (1633–1698). Johannes Scheuchzer war sein jüngerer Bruder. Seine Mutter war Tochter des Lateinschuldirektors, dessen Schule (Collegium Humanitatis) er besuchte. Daneben unterrichtete ihn der Vater in naturwissenschaftlichen Fächern. Im Jahr 1688 starb sein Vater, und Scheuchzer gab sich autodidaktischen Studien hin. Der Zürcher Waisenhausarzt Johann Jacob Wagner (1641–1695), der Verfasser einer ersten Historia naturalis Helvetiae curiosa (Zürich 1689), beeinflusste ihn in dieser Zeit sehr.
Sein Medizinstudium absolvierte er ab 1692 in Altdorf bei Nürnberg und ab 1693 in Utrecht, wo er 1694 promoviert wurde. Im gleichen Jahr unternahm er, angeregt durch Augustus Quirinus Rivinus, den Rektor der Leipziger Universität, seine erste Forschungsreise in die Alpen. Ab 1695 hielt er im Collegium der Wohlgesinnten (1694–1709), einem vertraulichen Diskussionszirkel Zürcher Intellektueller, gelehrte Vorträge.
Da Scheuchzer nach seinem Studium warten musste, bis einer der vier amtlichen Ärzte Zürichs starb, um dessen Position als Stadtarzt in Zürich einnehmen zu können, arbeitete er bei den wissenschaftlichen Gesellschaften und Akademien der Stadt mit. Durch den Tod von Johann Jakob Wagner bekam er 1695 seine Anstellung als Mediziner. Zugleich übernahm er auch die Stelle als Direktor der Bürgerbibliothek und der Kunst- und Naturalienkammer, in der er sich für die Erforschung seines Heimatlandes entschied. Diese Forschungsreisen führten ihn bis 1714 durch das Land.
Mit einem grossen und detaillierten Katalog mit 220 Fragen informierte er sich im Vorfeld bei Bekannten in der gesamten Schweiz über die Natur und die Wetterverhältnisse an ihren Heimatorten; die Beteiligung war allerdings eher gering. Vor allem zur Hebung der Volksbildung und zur Widerlegung von Volksmärchen schrieb Scheuchzer als Zusammenfassung seiner Forschungsergebnisse von 1705 bis 1707 die Seltsamen Naturgeschichten des Schweizer-Lands wochentliche Erzehlung. In dem Werk widerlegte er etwa die Meinung, dass die Gewitter am Pilatussee von Dämonen herrührten, sobald man dem See näher komme oder gar einen Gegenstand in ihn werfe. Er selbst schrieb dazu 1714: «Ich selbst habe im Beisein der Sennen, welche diese Fabeln verlachen, Stein, Holz und anderes nicht nur einmal in diese Pfütze geworfen ohne Gefahr und Schaden.» Ebenfalls zur Volksbildung schrieb Scheuchzer 1701 in deutscher Sprache Physica, oder Natur-Wissenschaft.
Im Jahr 1697 heiratete Scheuchzer Susanna Vogel, die Tochter des Färbers Hans Vogel. Unter seinen Söhnen trat Johann Caspar Scheuchzer als Arzt, Naturforscher und Japanologe hervor.

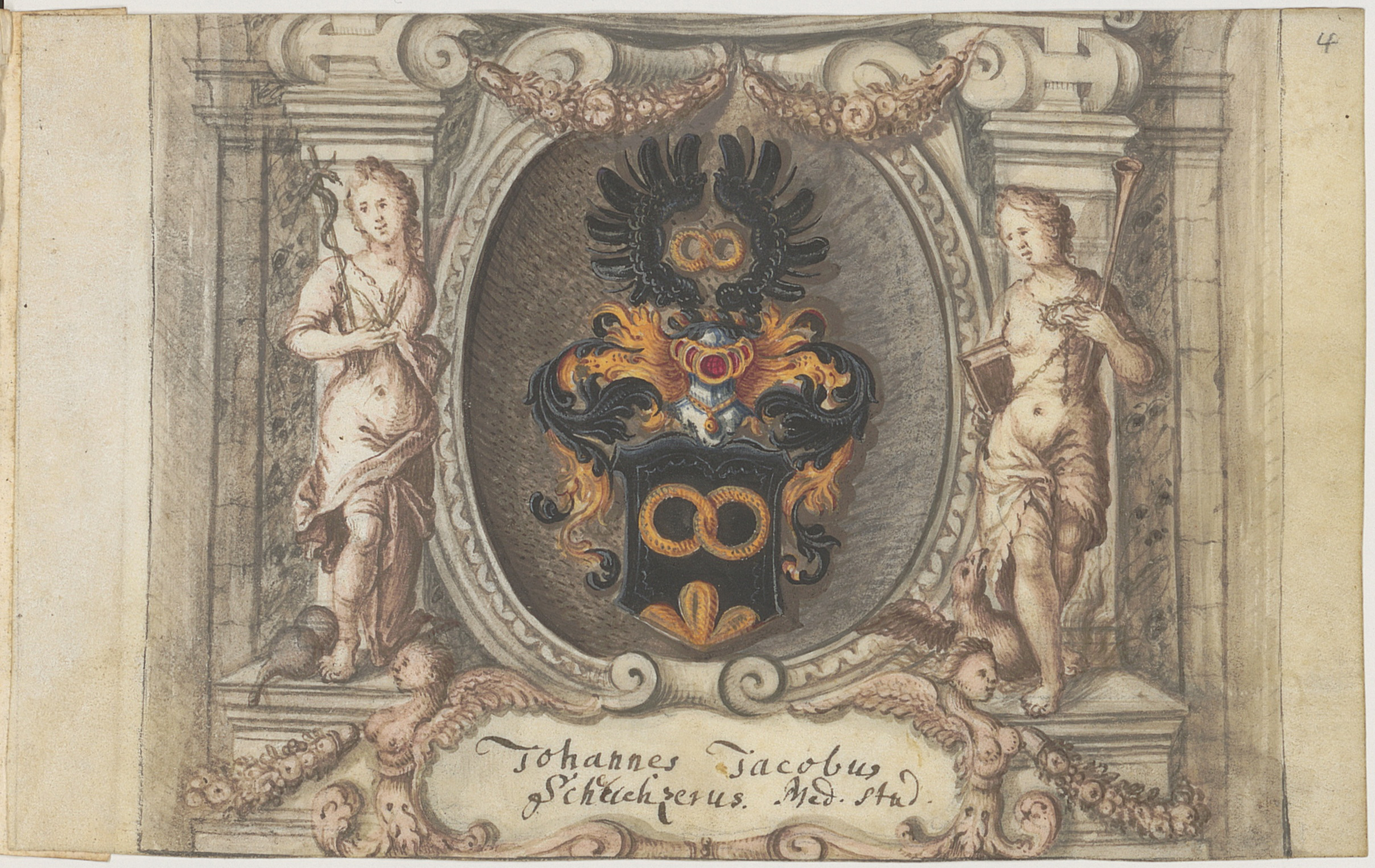
Scheuchzers Stammbuch, das er bereits als Student 1691 angelegt hatte. Blattformat: 9,5 × 16 cm. (Zentralbibliothek Zürich)
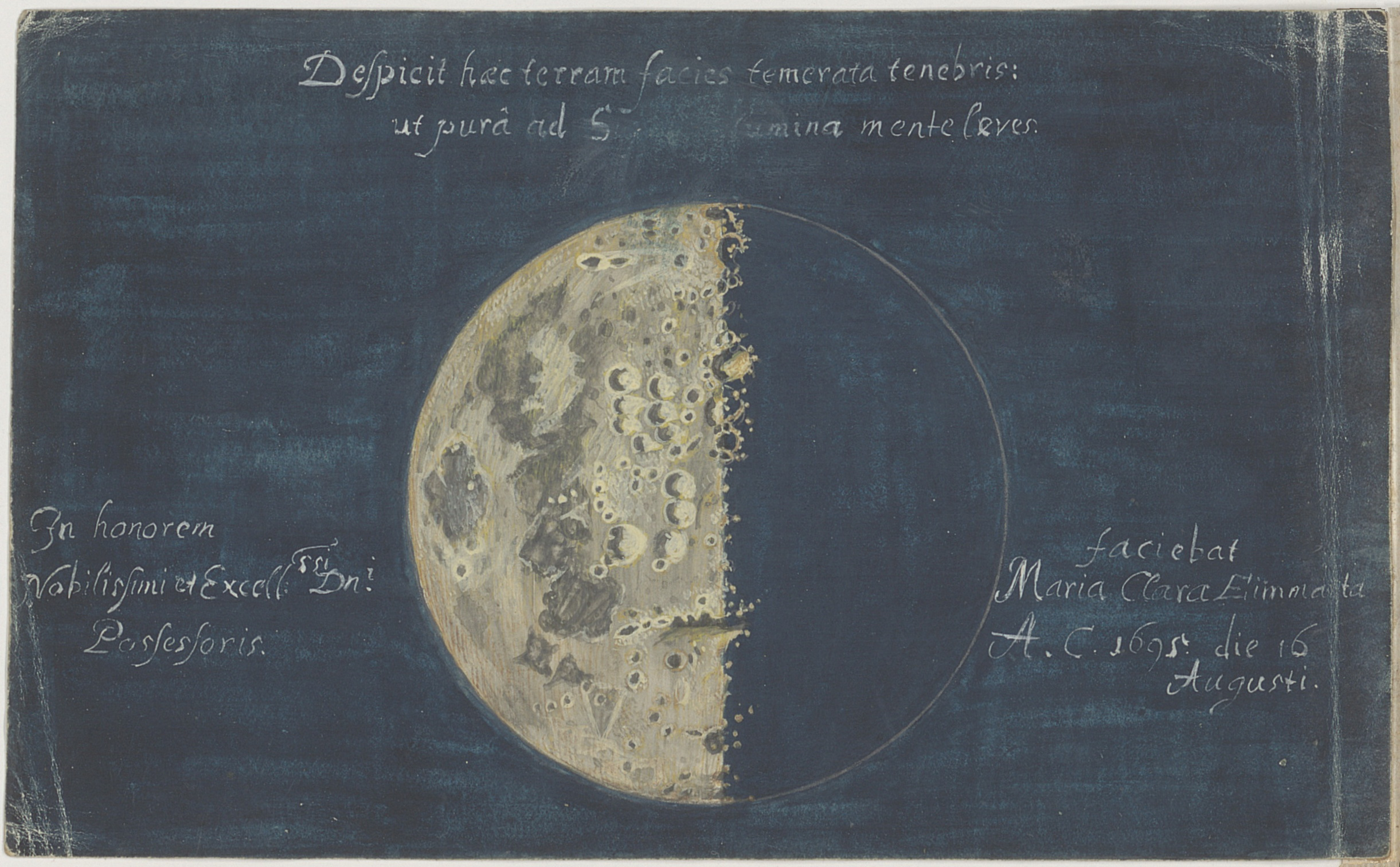
Eintrag der Nürnberger Astronomin und Künstlerin Maria Clara Eimmart (1676–1707), datiert 16. August 1695. Von Eimmart sind auch fünf Briefe an Scheuchzer erhalten geblieben.
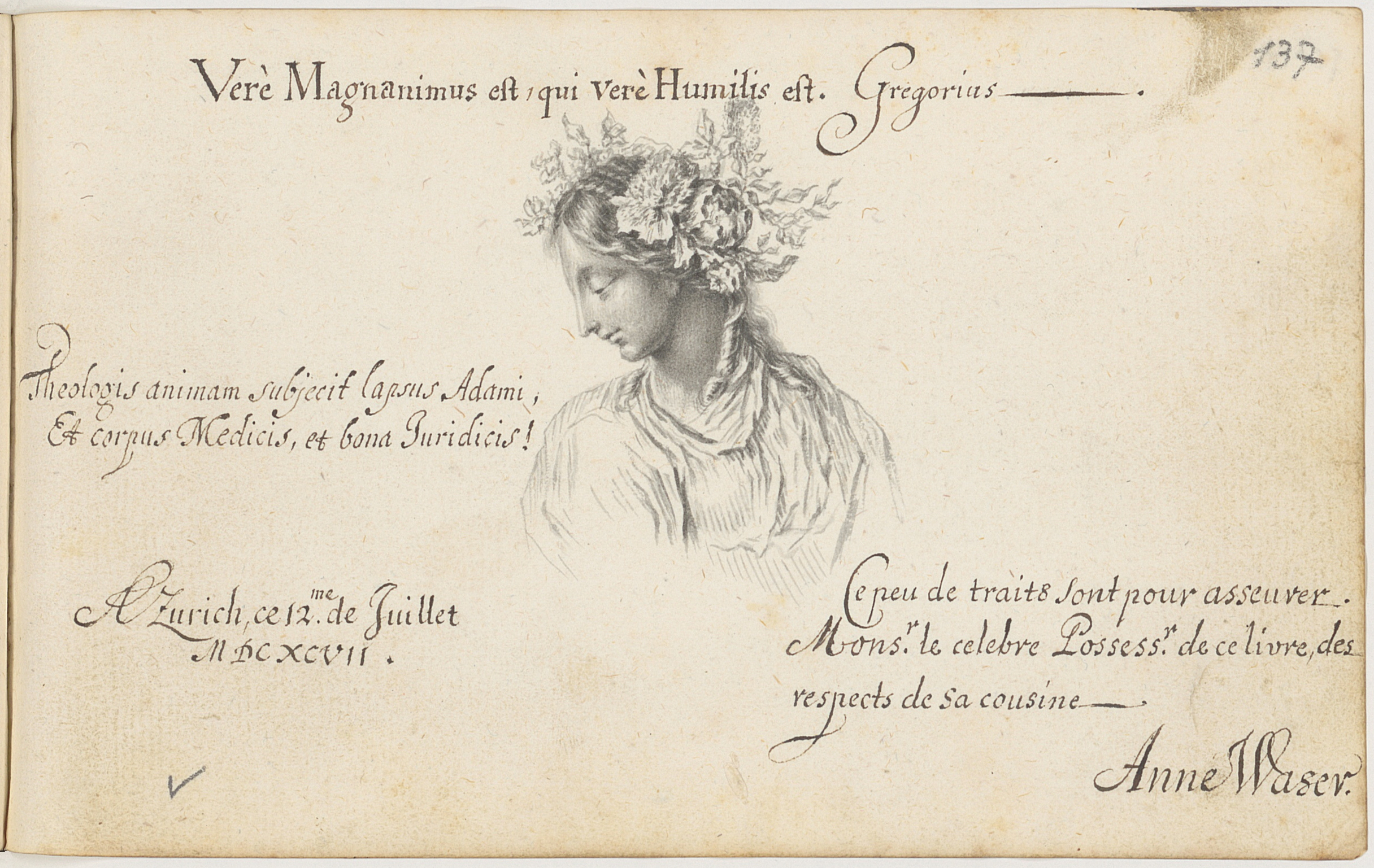
Eintrag von Scheuchzers Cousine, der Malerin Anna Waser (1678–1714), datiert 12. Juli 1697. Waser schuf später Illustrationen für ein Werk von Scheuchzer, siehe unten.

## Wissenschaftliche Leistungen
Von besonderer Bedeutung sind die wissenschaftlichen Leistungen Scheuchzers, der als Erster Höhenmessungen mit barometrischen Instrumenten statt der wesentlich unzuverlässigeren trigonometrischen Berechnungen durchführte. Durch Untersuchungen an Bergkristallen wurde er mit dem Luzerner Stadtphysikus Moritz Anton Kappeler und seinem Schüler Johann Heinrich Hottinger (1680–1756) zu einem der Mitbegründer der modernen Kristallographie, und aufgrund seiner klimatologischen Beobachtungen konnte er regelmässige Wetterberichte abfassen.
Bekannt ist Johann Jakob Scheuchzer vor allem für seine paläontologischen Arbeiten. In seiner Lithographia Helvetica beschrieb er die Fossilien noch als «Naturspiele» oder Überreste der Sintflut. Durch die Übersetzung des Buches Essay toward a Natural History of the earth von John Woodward ins Lateinische wurde er von den Denkweisen des René Descartes überzeugt, der ein Nebeneinander von göttlicher Allmacht und der Existenz von Naturgesetzen in Gottes Werk darstellte. Scheuchzer befasste sich intensiver mit den Fossilien, insbesondere denen der Tiere, und stellte 1726 in den Philosophical Transactions of the Royal Society ein von ihm am Schiener Berg gefundenes Skelett als das eines in der Sintflut ertrunkenen Menschen vor (Homo diluvii testis). Mit dieser Deutung des Fossils lag er falsch und es wurde etliche Jahre später durch den Franzosen Georges Cuvier (1769 bis 1832) als das Skelett eines ausgestorbenen Riesensalamanders erkannt und als Andrias scheuchzeri benannt.
- Siehe auch: Fossillagerstätte Öhningen

Durch das 1709 erschienene Herbarium diluvianum («Sintflut-Herbarium») wurde Johann Jakob Scheuchzer zum Begründer der Paläobotanik. In diesem Werk zeigt er auf 14 Tafeln Pflanzenabdrücke, die vor allem aus dem Karbon, Perm und Tertiär stammende Pflanzen darstellen. Diese Tafeln sind so naturgetreu gestaltet, dass aufgrund der Bilder bei den meisten Abbildungen eine Artbestimmung möglich ist. Scheuchzers umfangreiche Sammlung von Versteinerungen und Mineralien wird heute im Paläontologischen Museum von Zürich aufbewahrt, ein kleiner Teil davon ist ausgestellt.
1712 entstand eine vierblättrige Karte der Schweiz, die Nova Helvetiae tabula geographica, die einige Zeit als die beste und die gültige Karte der Schweiz galt. Durch seine wissenschaftliche Arbeit erlangte Johann Jakob Scheuchzer internationale Anerkennung. So beteiligte sich etwa der damalige Präsident der Royal Society in London, Isaac Newton, an den Druckkosten für Scheuchzers Werk Ouresiphoites Helveticus, sive itinera alpina tria («Helvetischer Berggänger, oder drei Reisen durch die Alpen», London 1708), und 1710 bot ihm der russische Zar Peter der Große auf Empfehlung von Gottfried Wilhelm Leibniz die gut bezahlte Stelle als Leibarzt an, die Scheuchzer aber ablehnte.

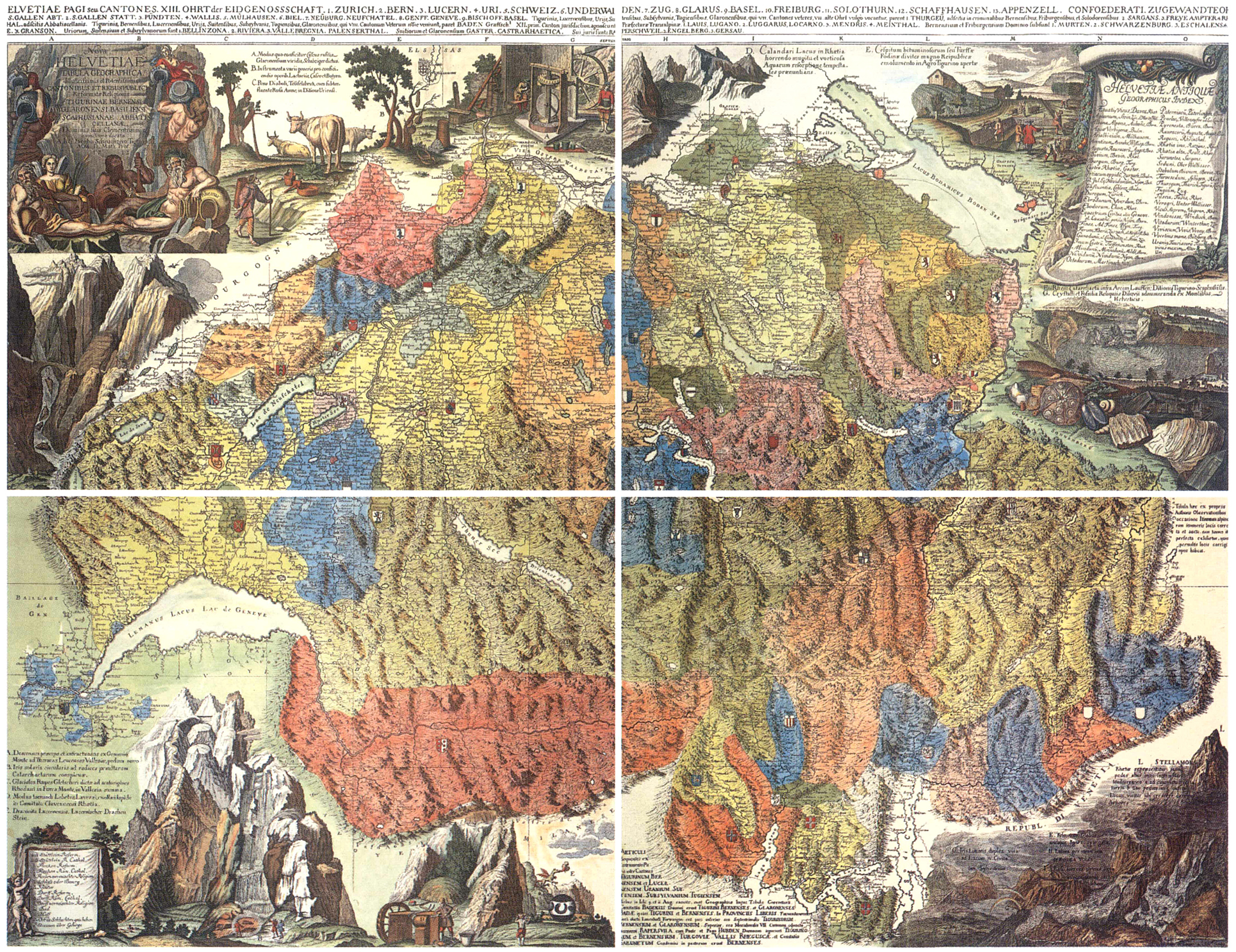
Nova Helvetiae tabula geographica, 1712
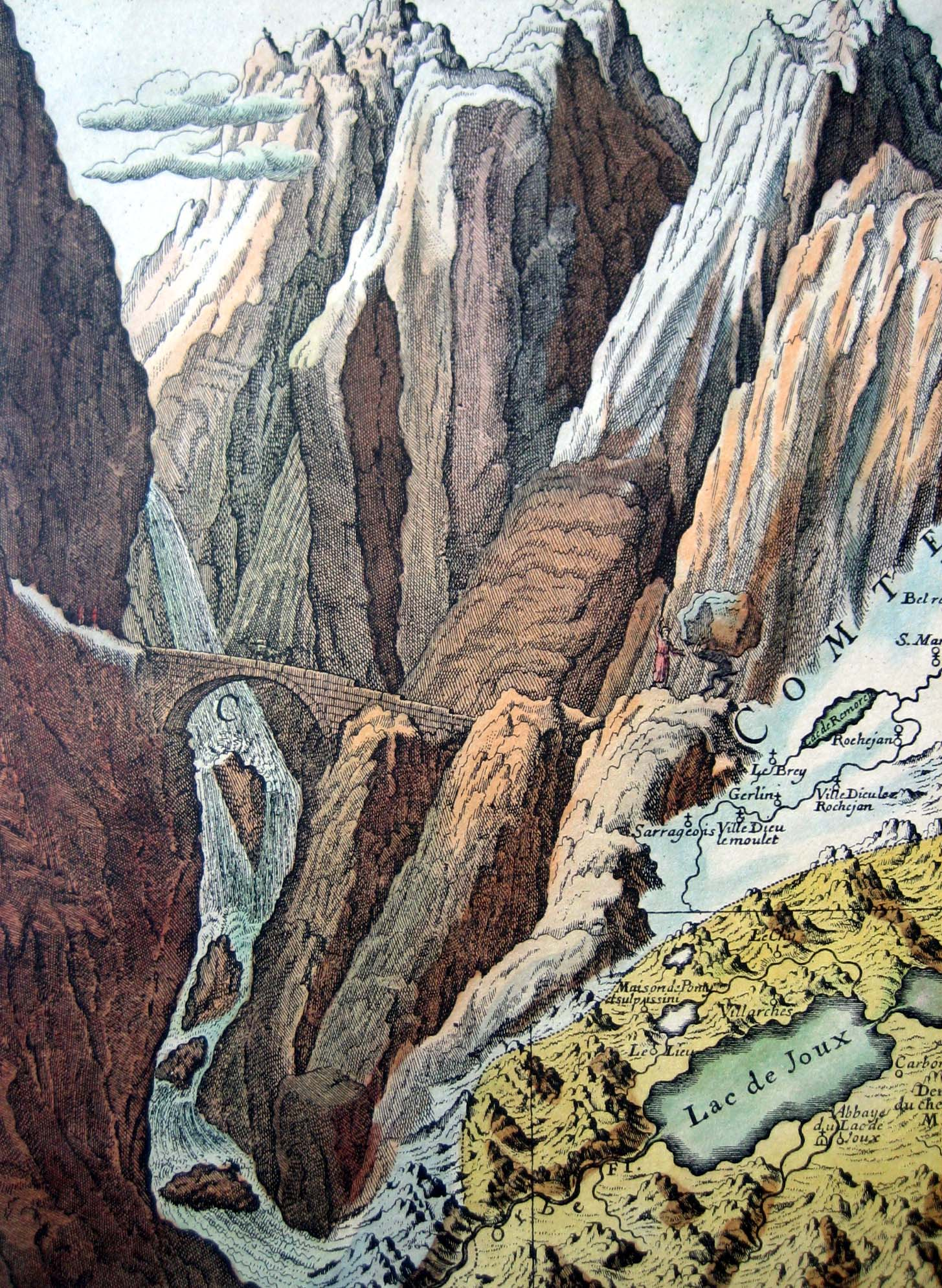
Eine der Illustrationen im Randbereich der Karte: die Schöllenen mit der «Teufelsbrücke»
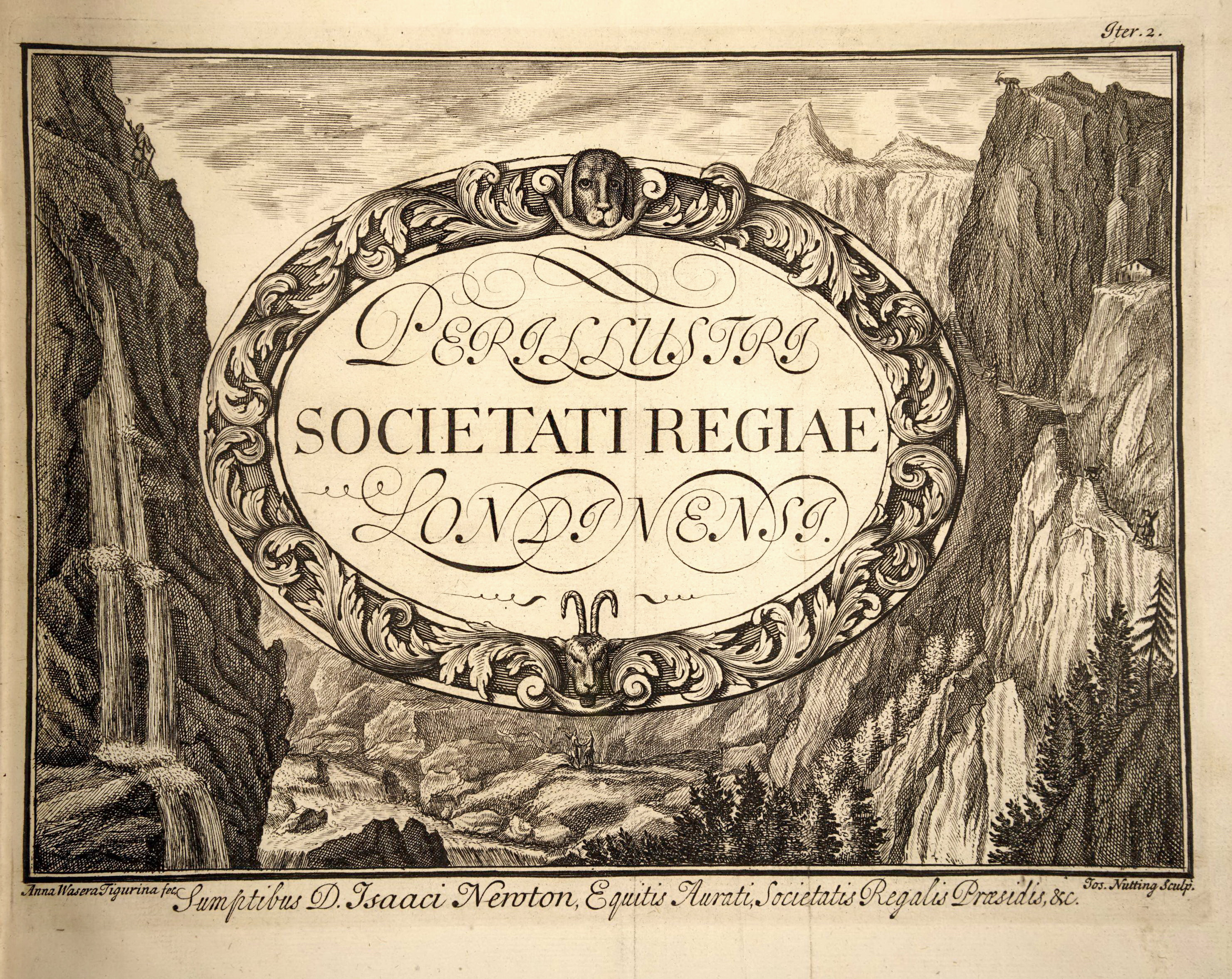
«Für die berühmte Royal Society in London». Bildsponsor: Isaac Newton.
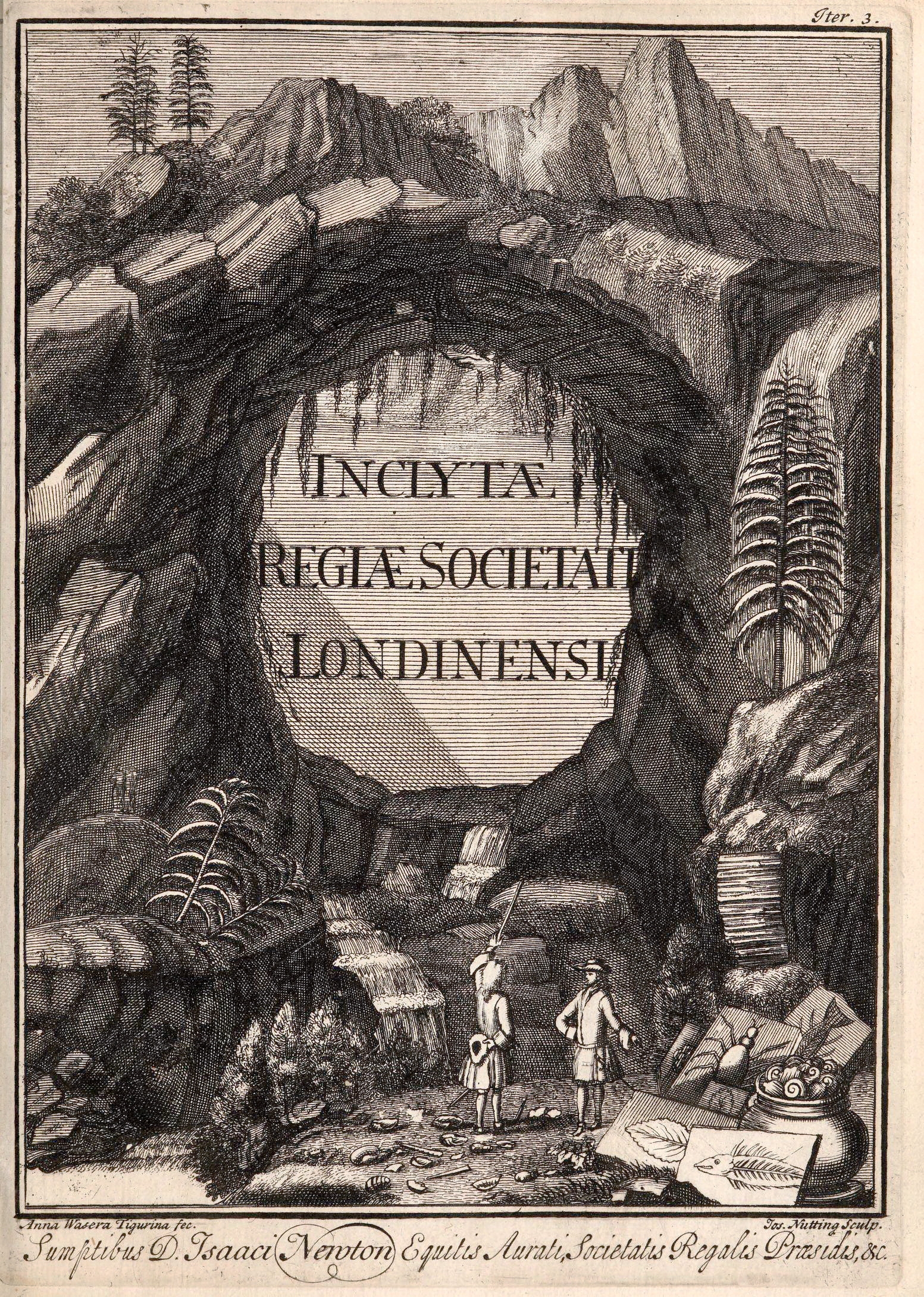
Die Bildvorlagen hatte Scheuchzers Cousine Anna Waser geschaffen

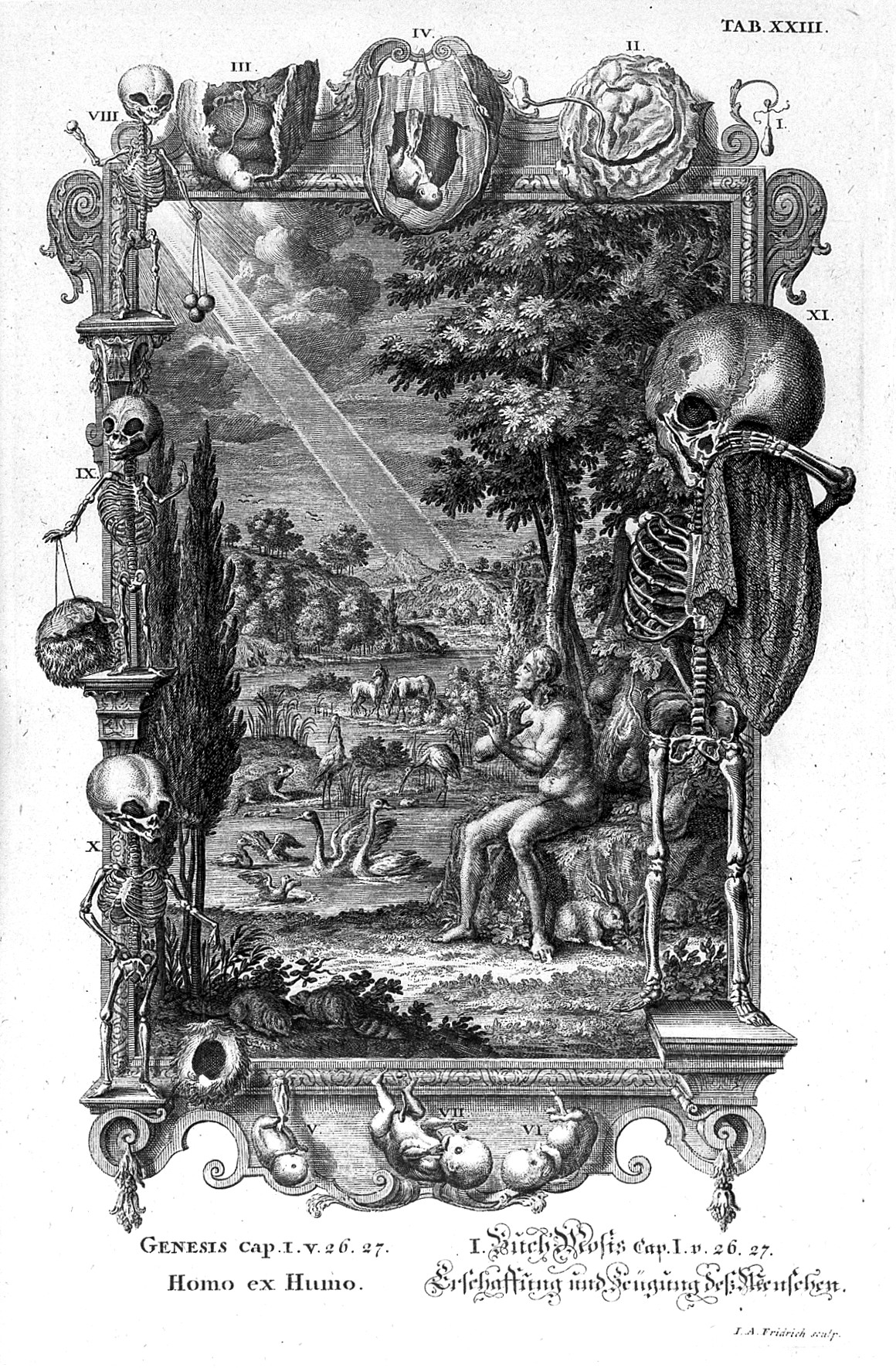
Physica sacra: Die Erschaffung des Menschen und seine Entwicklung von der Zeugung bis zum Tod

In der Schweiz selbst wurde Scheuchzer gemieden, vor allem wegen seiner neuartigen Ideen und seiner Interpretation des göttlichen Wirkens. Auf Ablehnung stiessen insbesondere seine Pläne für das Werk mit dem lateinischen Titel Physica sacra (deutsche Ausgabe: Kupfer-Bibel, in welcher die Physica sacra oder geheiligte Natur-Wissenschaft derer in heil. Schrift vorkommenden natürlichen Sachen deutlich erklärt und bewährt…, kurz Kupfer-Bibel). In diesem vierbändigen Werk sollte versucht werden, den Gottesbeweis durch die Naturwissenschaft zu erbringen. Diese sogenannte Physikotheologie stellte biblische Geschichten durch naturwissenschaftliche Erklärungen dar. Eine Druckgenehmigung für dieses Werk wurde Scheuchzer in der Eidgenossenschaft verweigert – vor allem deshalb, weil er darin das kopernikanische Weltbild vertrat. 1731 bis 1735 erschien die Physica sacra dennoch, und zwar in Augsburg. Mit vier Foliobänden und 2098 Seiten sowie 750 Kupfern mit Abbildungen im „Übergangsbereich von wissenschaftlicher Illustration und künstlerischer Abbildung“ wurde sie zu einem Meisterwerk der Druckkunst der damaligen Zeit. Scheuchzer konnte zwar die Manuskripte für die deutsche und die lateinische Ausgabe noch fertigstellen; die Vollendung erlebte er jedoch nicht mehr. Nach der lateinischen und der deutschen Fassung folgten eine niederländische und eine französische Version des Werkes.

## Ehrungen
- 1697 wurde Scheuchzer zum Mitglied der Deutschen Akademie der Naturforscher Leopoldina gewählt.[6]
- 1703 wurde er Mitglied der Royal Society.[7]
- Das Scheuchzerhorn (3455 m ü. M.) und das Scheuchzerjoch in den Berner Alpen sind nach Johann Jakob Scheuchzer benannt.
- Carl von Linné benannte ihm und seinem Bruder Johannes Scheuchzer zu Ehren die Gattung Scheuchzeria der Pflanzenfamilie der Blumenbinsengewächse (Scheuchzeriaceae).[8][9][10]
- Im Zürcher Quartier Oberstrass (Kreis 6) wurde die Scheuchzerstrasse nach ihm benannt. Im Haus Nr. 68 lebte zwischen 1916 und 1919 der Schriftsteller Elias Canetti.

|  |  |  |  |  |

## Nachlass
In der Zentralbibliothek Zürich befindet sich Scheuchzers Nachlass, der 12,3 Laufmetern entspricht. Darunter sind Briefe, Materialien zum Werk, Akten, Arbeiten, Bildmaterial und Karten (in der Kartensammlung); ausserdem Protokolle des Collegiums der Wohlgesinnten (1694–1709), Reden, Vorträge und Vorarbeiten.

## Schriften (Auswahl)

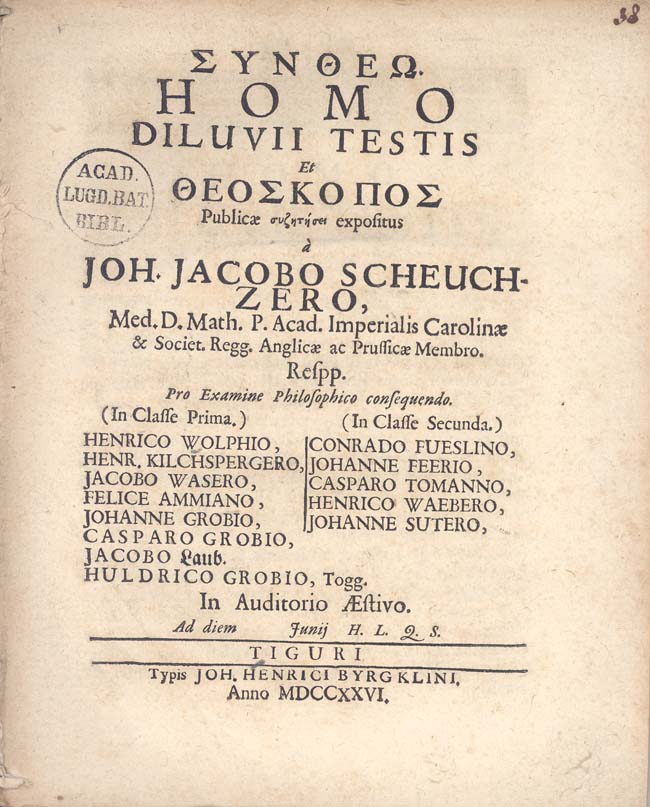
Homo diluvii testis (Zürich, 1726)

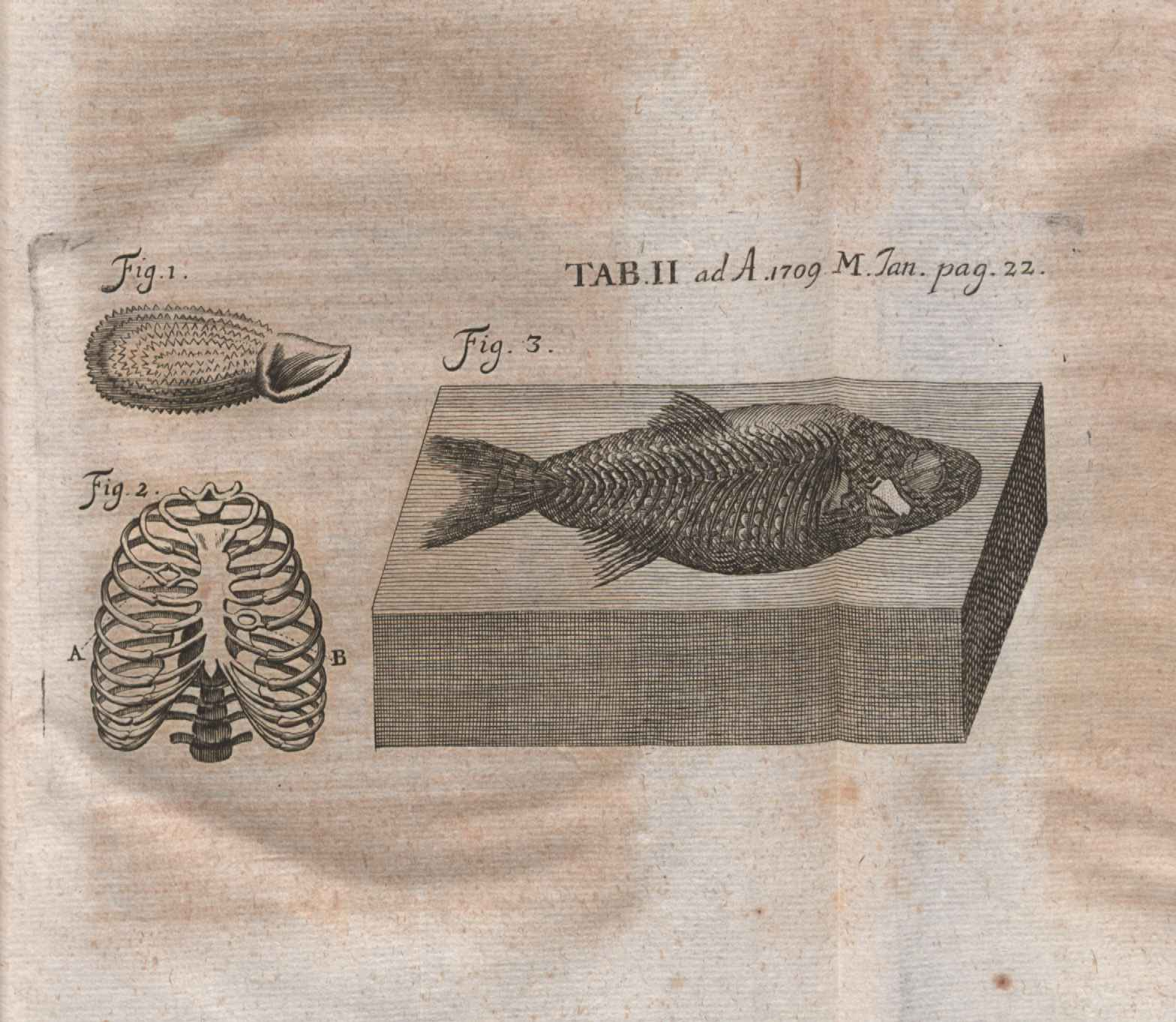
Aus der Rezension des Werkes Piscium querelae et vindiciae («Klagen und Rechtsanspruch der Fische») in Acta eruditorum, 1709

- Physica, oder Natur-Wissenschaft. Zürich 1701. doi:10.3931/e-rara-3752.
- Specimen lithographiae Helveticae curiosae. Zürich 1702. doi:10.3931/e-rara-12116.
- Beschreibung der Natur-Geschichten des Schweizerlands. Zürich 1706–1708. doi:10.5962/bhl.title.65822.
- Seltsamen Naturgeschichten des Schweizer-Lands wochentliche Erzehlung. Zürich 1707.
- Ouresiphoites Helveticus, sive itinera Alpina tria. London 1708. doi:10.3931/e-rara-22610. (Drei Reisen durch die Alpen.)
- Piscium Querelae et vindiciae. Zürich 1708. doi:10.5962/bhl.title.9145.
- Herbarium diluvianum. Zürich 1709. doi:10.3931/e-rara-12118.
- Nova Helvetiae tabula geographica. Zürich 1712 / Amsterdam 1715. (Scheuchzers Karte der Schweiz; alle vier Blätter in hoher Auflösung auf Wikimedia Commons.)
- Naturgeschichte des Schweitzer Landes. Zürich 1716. doi:10.3931/e-rara-18692 (neu herausgegeben von Johann Georg Sulzer, 1746).
- Jobi physica sacra, Oder Hiobs Natur-Wissenschafft, vergliechen mit der Heutigen. Zürich 1721. doi:10.3931/e-rara-11879.
- Herbarium Diluvianum. Leiden 1723. doi:10.5962/bhl.title.44483.
- Ouresiphoites Helveticus, sive, itinera per Helvetiae alpinas regiones facta annis MDCCII, MDCIII, MDCCIV, MDCCV, MDCCVI, MDCCVII, MDCCIX, MDCCX, MDCCXI. Leiden 1723. doi:10.3931/e-rara-22519. (Reisen der Jahre 1702, 1703, 1704, 1705, 1706, 1707, 1709, 1710 und 1711.)
- Homo diluvii testis et theoskopos. Zürich 1726. doi:10.3931/e-rara-9842.
- Sceleton duorum humanorum petrefactorum pars, ex epistola ad H. Sloane. In Philosophical Transactions of the Royal Society. Band 34, 1728.
- Physica sacra (lateinische Ausgabe) / Kupfer-Bibel, in welcher die Physica sacra oder geheiligte Natur-Wissenschaft derer in heil. Schrift vorkommenden natürlichen Sachen deutlich erklärt und bewährt… (deutsche Ausgabe). 4 Bände, Augsburg/Ulm 1731–1735. doi:10.3931/e-rara-1706 (lateinische Ausgabe); doi:10.3931/e-rara-11654 (deutsche Ausgabe).